# Золотой век евреев в Испании

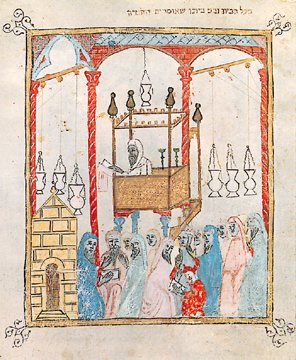
Изображение хаззана, читающего пасхальную агаду в Аль-Андалус, барселонская агада XIX века

Золотой век евреев в Испании — период расцвета еврейской культуры в Испании во времена европейского Средневековья в период мусульманского правления на большей части Пиренейского полуострова. В то время евреи были признанной частью мусульманского общества, и еврейская религиозная, культурная и экономическая жизнь процветала.

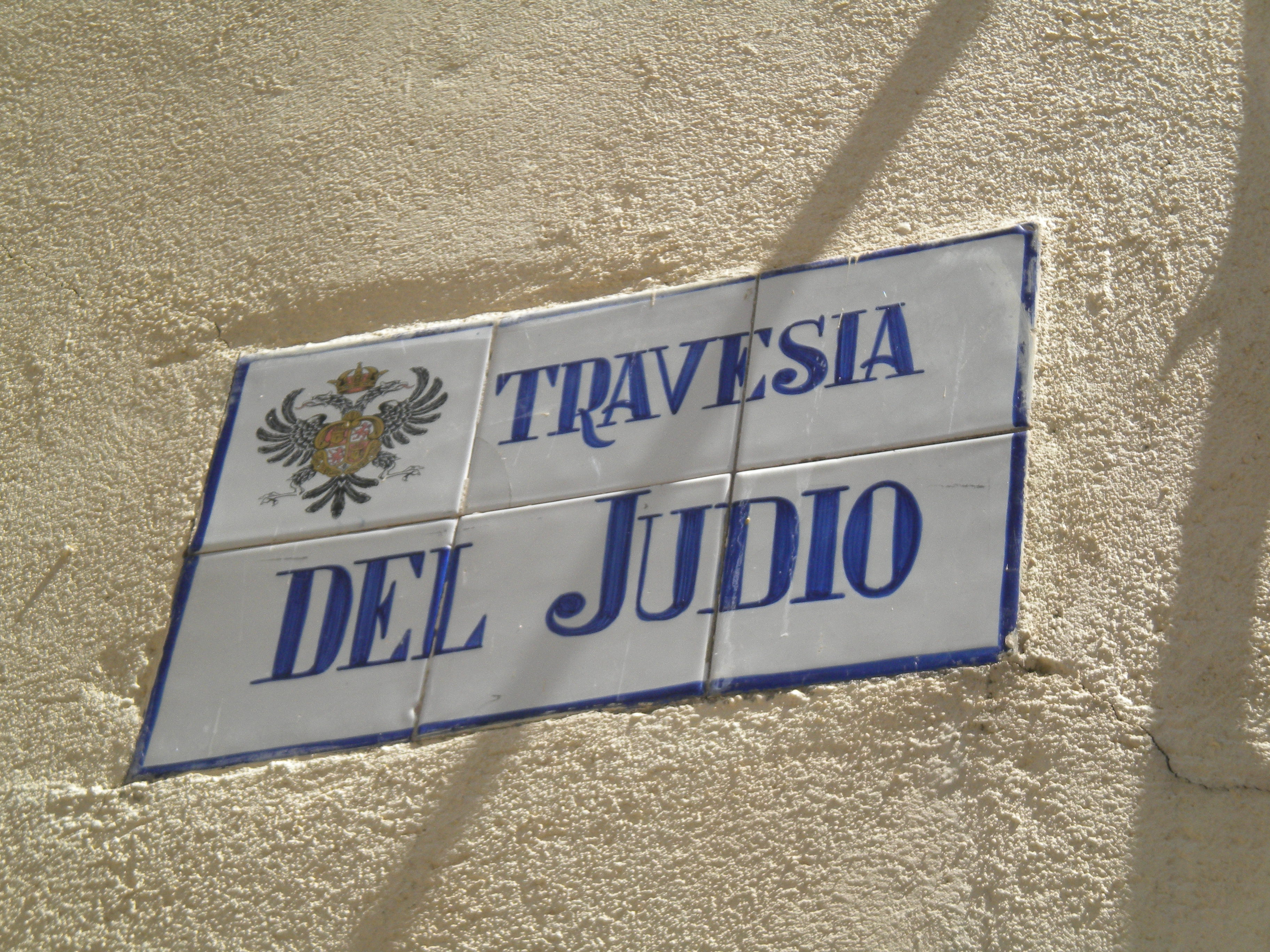
Уличный указатель еврейской улицы в Толедо

Характер и продолжительность этого «золотого века» являются спорными среди историков. Некоторые[кто?] учёные датируют начало «золотого века» 711—718 годами (после мусульманского завоевания Иберии), другие — 912 годом (правление Абд ар-Рахмана III); конец золотого века также датируется по-разному: 1031 год (конец Кордовского халифата), 1066 год (резня евреев в Гранаде), 1090-е годы (вторжение Альморавидов) или серединой XII века (вторжение Альмохадов).

## Известные личности
В этот период в Испании жили многие еврейские мудрецы, философы, учёные и поэты, среди них:
- Иехуда Галеви
- Моше бен Нахман
- Маймонид
- Ибн Гебироль
- Ибн Эзра, Моше
- Авраам ибн Эзра
- Хасдай ибн Шапрут
- Шмуэль ха-Нагид
- Вениамин Тудельский
- Бахье ибн Пкуда
- Ицхак Абрабанель